# ميدينيا (آبلة)
بلدية ميدينيا (بالإسبانية: Medinilla) هي بلدية تقع في مقاطعة آبلة التابعة لمنطقة قشتالة وليون وسط إسبانيا.

## الديموغرافيا
بلغ عدد سكان بلدية ميدينيا 138 نسمة عام 2011 (وفقاً للمعهد الوطني للإحصاء الإسباني).
| 247 | 226 | 200 | 167 | 152 | 140 | 138 |